# Canacophilus acutangulus
Canacophilus acutangulus är en mångfotingart som beskrevs av Carl 1926. Canacophilus acutangulus ingår i släktet Canacophilus och familjen Dalodesmidae. Inga underarter finns listade i Catalogue of Life.